# Delphacodes scutellata
Delphacodes scutellata är en insektsart som först beskrevs av Scott 1873.  Delphacodes scutellata ingår i släktet Delphacodes och familjen sporrstritar. Inga underarter finns listade i Catalogue of Life.